# Noel Redding and Friends
Noel Redding and Friends byla hudební superskupina, složená ze čtyř hudebníků jen pro dva koncerty v listopadu 1995. Na basovou kytaru zde hrál dřívější spolupracovník Jimi Hendrixe Noel Redding, který v roce 2003 zemřel. Na kytaru hrál dřívější člen doprovodné skupiny Iggy Popa a skupiny Patti Smith Group Ivan Král. Skupina odehrála dva koncerty v Praze, odkud Král pochází a znovu se rozešla. Po smrti Reddinga vyšel záznam z koncertů na CD pod názvem Live from Bunkr - Prague. Album produkoval Ivan Kral.

## Členové
- Noel Redding - baskytara, zpěv (dříve The Jimi Hendrix Experience)
- Ivan Král - kytara, zpěv (dříve Patti Smith Group)
- Anthony Krizan - kytara, zpěv
- Frankie LaRocka - bicí

## Diskografie
- Live from Bunkr - Prague (Nahráno 1995, vydáno 2003)